# Lobsann
Lobsann é uma comuna francesa na região administrativa de Grande Leste, no departamento Baixo Reno. Estende-se por uma área de 2,73 km². Em 2010 a comuna tinha 651 habitantes (densidade: 238,5 hab./km²).